# Sabicea urceolata
Sabicea urceolata är en måreväxtart som beskrevs av Frank Nigel Hepper. Sabicea urceolata ingår i släktet Sabicea och familjen måreväxter. Inga underarter finns listade i Catalogue of Life.